# Allt jag inte minns (TV-serie)
Allt jag inte minns är en svensk miniserie i tre avsnitt som hade premiär på SVT september 2019. Allt jag inte minns baseras på Jonas Hassen Khemiris Augustprisbelönade bok med samma namn. För regin svarar Beata Gårdeler.

## Rollista i urval
- Armand Mirpour – Samuel
- Pernilla August – Gunilla
- Siham Shurafa – Laide
- Pablo Leiva Wenger – Vandad
- Anita Ekström – mormor
- Michael Lindgren – Peder
- Kardo Razzazi – Hamza
- Kjell Wilhelmsen – Björn
- Emil Almén – Gustav